# جون برايان هارلي
جون برايان هارلي (بالإنجليزية: John Brian Harley) هو جغرافي بريطاني، ولد في 24 يوليو 1932 في Ashley, Gloucestershire ‏ في المملكة المتحدة، وتوفي في 20 ديسمبر 1991 في ميلواكي في الولايات المتحدة.